# Meistriliiga (Eishockey) 2013/14
Die Saison 2013/14 war die 24. Spielzeit der Meistriliiga, der höchsten estnischen Eishockeyspielklasse. Meister wurde Tallinn Viiking Sport.

## Modus
In der Hauptrunde absolvierten die sechs Mannschaften jeweils 20 Spiele. Die vier bestplatzierten Mannschaften qualifizierten sich für die Playoffs, in denen der Meister ausgespielt wurde. Für einen Sieg nach regulärer Spielzeit erhielt jede Mannschaft drei Punkte, für einen Sieg nach Overtime zwei Punkte, bei einer Niederlage nach Overtime gab es ein Punkt und bei einer Niederlage nach regulärer Spielzeit null Punkte.

## Hauptrunde
|    | Klub                      | Sp | S  | OTS | OTN | N  | Tore   | Punkte |
| -- | ------------------------- | -- | -- | --- | --- | -- | ------ | ------ |
| 1. | Tallinn Viiking Sport     | 19 | 17 | 2   | 0   | 0  | 211:36 | 55     |
| 2. | Tartu Kalev-Välk          | 19 | 14 | 0   | 2   | 3  | 158:46 | 44     |
| 3. | Narva PSK                 | 20 | 13 | 0   | 0   | 7  | 146:70 | 39     |
| 4. | Tallinn HC Panter Purikad | 20 | 7  | 0   | 0   | 13 | 94:105 | 21     |
| 5. | Kohtla-Järve Viru Sputnik | 20 | 6  | 0   | 0   | 14 | 90:172 | 18     |
| 6. | Everest Kohtla-Järve      | 20 | 0  | 0   | 0   | 20 | 39:309 | 0      |

Sp = Spiele, S = Siege, U = Unentschieden, N = Niederlagen, OTS = Overtime-Siege, OTN = Overtime-Niederlage

## Playoffs

### Halbfinale
- Tallinn Viiking Sport – Tallinn HC Panter Purikad 2:0 (10:1, 13:2)
- Narva PSK – Tartu Kalev-Välk 1:1 (4:5, 3:1)

### Spiel um Platz 3
- Narva PSK – Tallinn HC Panter Purikad 2:0 (5:2, 4:3 OT)

### Finale
- Tallinn Viiking Sport – Tartu Kalev-Välk 3:0 (4:3, 7:0, 4:3 OT)